# Departamento Cerro Largo
Cerro Largo ist ein Departamento von Uruguay.

## Geographie

### Lage
Es liegt im Osten des Landes und grenzt an die Departamentos Rivera, Tacuarembó, Durazno und Treinta y Tres sowie an Brasilien.

### Landschaftsbild
Die Hügelkette Cuchilla Grande kreuzt das Departamento und teilt das Einzugsgebiet des Río Negro im Nordwesten des Departamentos vom Einzugsgebiet der Laguna Merín im Südosten. 
Die Gegend im Süden ist hügelig und mit einem Teppich kristallinischer Steine überzogen, im Norden und Zentrum ist die Landschaft eher schroff und steil. Dies ist zurückzuführen auf die dort gelegene Cuchilla Grande – eine große Gebirgskette, die sich vom Nordosten in den Südosten erstreckt und sich wiederum in andere kleinere Gebirgsketten wie die Cuchilla de Mangrullo und die Cuchilla de Cerro Largo verzweigt, um sich dann als Cerro de Tupambaé hervorzuheben. La Cuchilla Grande bildet eine Wasserscheide, die das Becken der Lagune Merín vom Río Negro trennt.

### Bodenschätze
Bei der Estancia El Aguila im Südosten des Departamentos sind Erdöl-Vorkommen vorhanden. Ferner existieren bei Fraile Muerto Uran-Lagerstätten. Bañado de Medina verfügt über Montmorillonit.

### Siedlungsstruktur
Neben der Hauptstadt Melo, in der mit 51.830 weit mehr als die Hälfte der Einwohner des Departamentos lebt, ist eine weitere wichtige Stadt Río Branco (13.456 Einwohner) an der Grenze zu Brasilien, die der brasilianischen Stadt Yaguarón gegenüber liegt. Um 1831 gegründet, hieß sie zunächst Villa de San Servando, dann Villa de Artigas und erst seit 1910 Río Branco. Hier wurden alle Waren, die aus Europa und Brasilien eingeführt wurden, verzollt.
Darüber hinaus befinden sich weitere größeren Ansiedlungen wie Fraile Muerto, Isidoro Noblía, Aceguá und Tupambaé auf dem Gebiet des Departamentos.

## Einwohner
Während 2004 noch 86.564 Einwohner gezählt wurden, betrug die im Rahmen der Volkszählung des Jahres 2023 ermittelte Einwohnerzahl 91.025.

## Politik
Die Führungsposition der Exekutive des Departamentos, das Amt des Intendente, hat Sergio Botana von der Partido Nacional inne.

## Infrastruktur

### Bildung
Cerro Largo verfügt über insgesamt sechs weiterführende Schulen (Liceos), in denen 6.888 Schüler von 477 Lehrern unterrichtet werden. Die Hälfte der Liceos befindet sich in der Departamento-Hauptstadt Melo, in der mit dem 1912 gegründeten Liceo Nº 1 Departamental "Juana de Ibarbourou" auch das älteste des Departamentos angesiedelt ist. (Stand: Dezember 2008)

### Verkehr
Auf dem Gebiet des Departamentos befindet sich mit dem nahe Melo gelegenen Flughafen Cerro Largo eine Anbindung an den Flugverkehr. Durch das Departamento führt die Bahnstrecke Montevideo - Nico Pérez - Río Branco bzw. Montevideo - Nico Pérez - Melo. Ferner wird das Departamento von den folgenden Straßen jedenfalls teilweise durchzogen: Ruta 7, Ruta 8, Ruta 18 und Ruta 26.